# Hurling

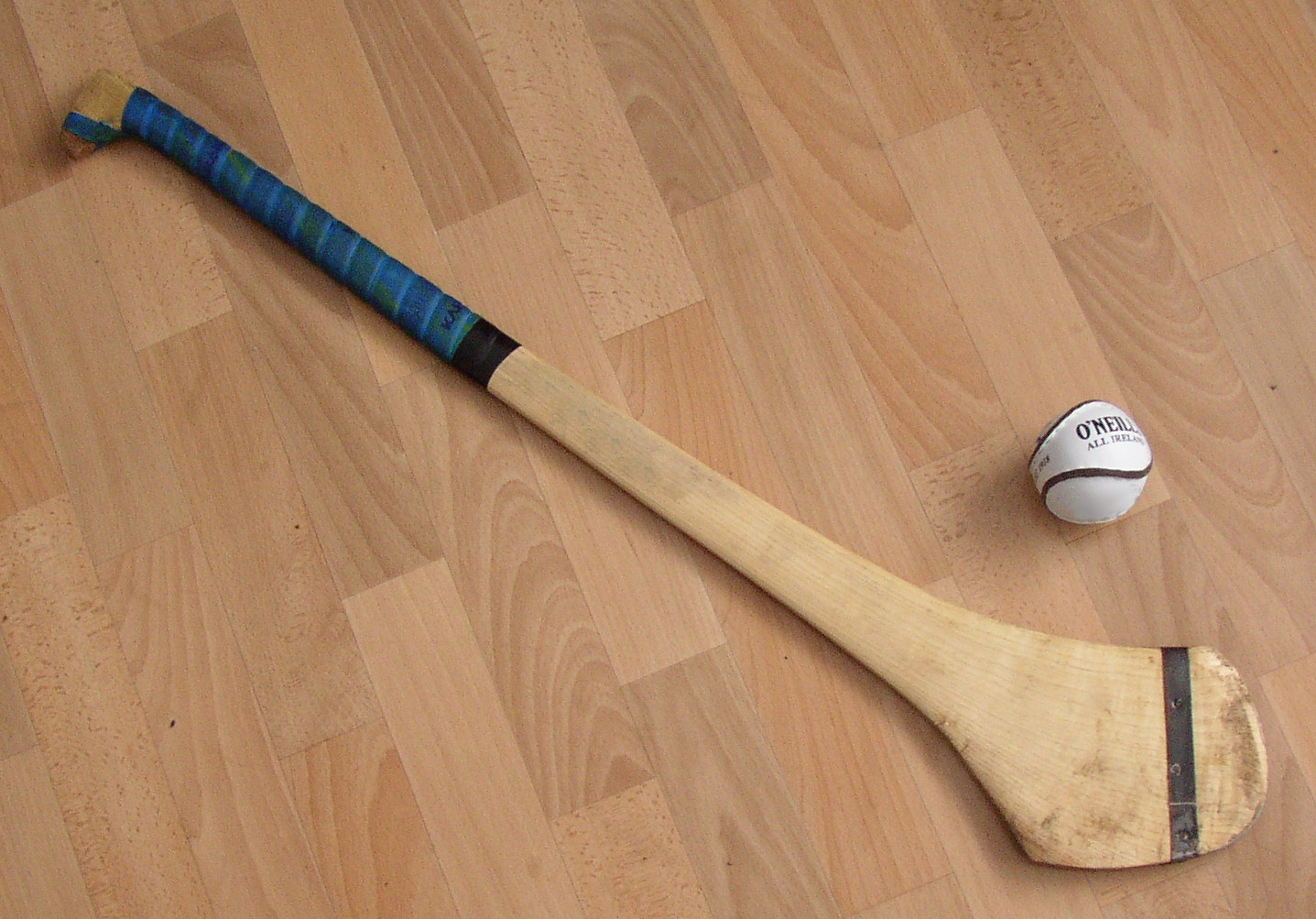
Slither (pelota) y hurl (palo)

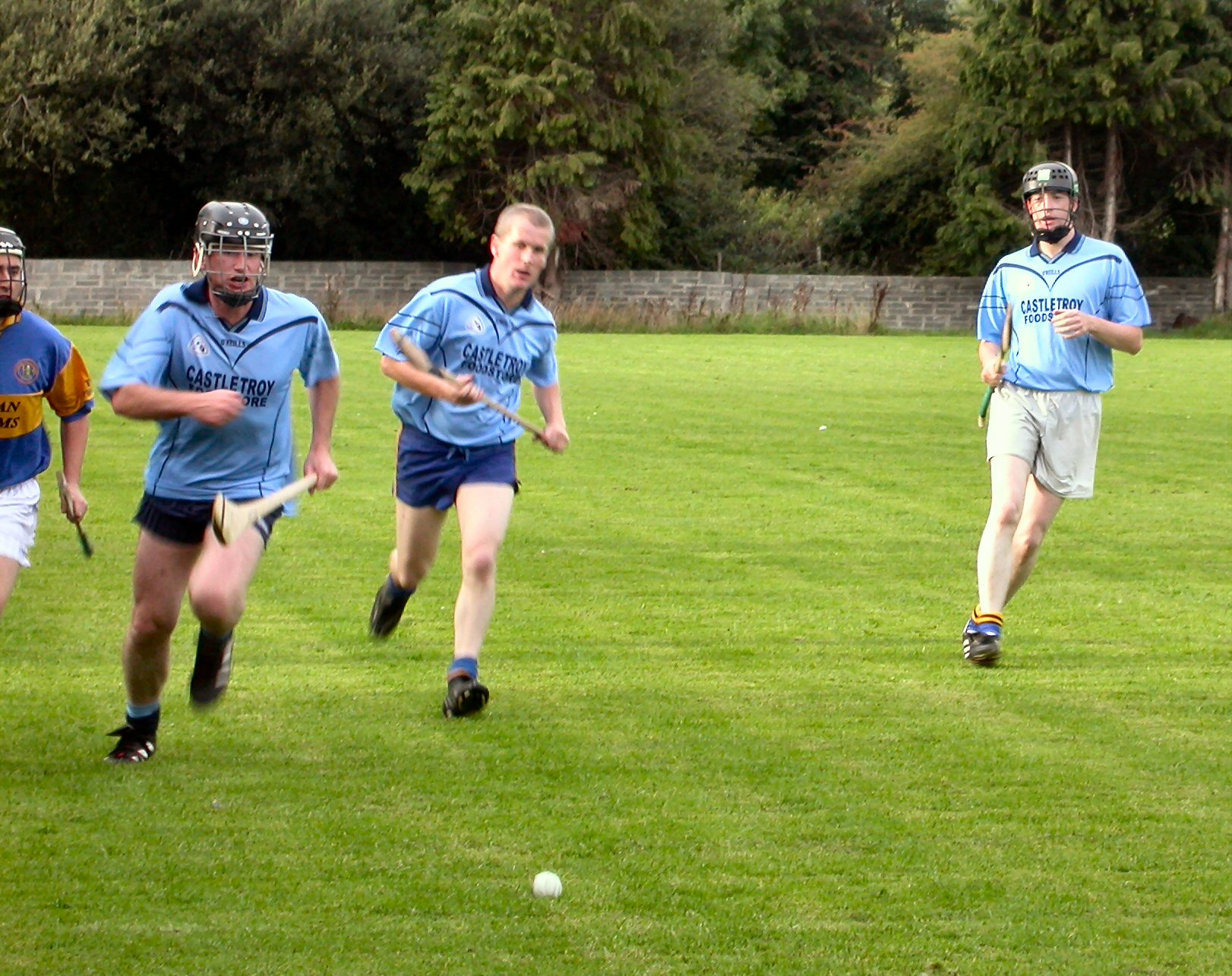
Áth an Mhuileann v. Tobar Phádraig, Limerick, 2004

El hurling (en irlandés: iomáint o iománaíocht) es un deporte de equipo de origen celta. Está reglamentado por la Asociación Atlética Gaélica. Se juega con palos (hurley o camán) con los que se golpea una pelota (slither). Se practica principalmente en Irlanda y se parece al shinty, que se juega en Escocia. Existe una versión femenina llamada camogie.
La All-Ireland Championship es la principal competición de este deporte, que disputan equipos de los diferentes condados de la República de Irlanda y los condados de Irlanda del Norte, así como un equipo representativo de Londres (Reino Unido) y otro de Nueva York (Estados Unidos). La final del campeonato se disputa en el estadio Croke Park de Dublín, aunque en 2012 se jugó en un estadio tradicional en Tullamore. El campeón vigente es el Limerick.
En 2018, la Unesco declaró al hurling como Patrimonio Inmaterial de la Humanidad.

## Hurlingfuera de Irlanda

### Argentina
A partir de 1887/88, los primeros irlandeses y sus descendientes comenzaron a practicar este deporte de manera organizada en La Argentina en la localidad de Mercedes y en el monasterio San Pablo en Capitán Sarmiento, provincia de Buenos Aires.
El primer partido registrado se jugó el 5 de agosto de 1900 en Buenos Aires. En esta exhibición se constituyó el primer equipo con el nombre de Buenos Aires Hurling Club. Posteriormente naciendo otros equipos, como los llamados Barracas, Palermo y Porteño. La Primera Guerra Mundial, a partir de 1914, provocó que la actividad decayera, principalmente por la imposibilidad de importar los palos (hurleys). 
En 1920 se creó el primer campeonato. Algunos de los clubes que practicaban hurling durante estos años en la federación fueron: Buenos Aires Hurling Club, Mercedes, Wanderers, Bearna Baoghail, La Plata Gaels, Almirante Brown, Capilla Boys, Saint Patrick’s Alumni, Saint Patrick’s Mercedes, Fahy Boys, St. Pauls, Irish Argentines, Juniors, New Lads, Santos Lugares, Club Nacional y Belgrano. 
Con la llegada de la Segunda Guerra Mundial, se hizo imposible importar palos y el hurling desapareció casi completamente. Muchos de los exjugadores de hurling, comenzaron a jugar al hockey sobre césped.
En 1960, se jugaron algunos partidos amistosos con los Christian Brothers y descendientes de irlandeses del club. En los años 80, recibieron la visita del equipo de hurling de Aer Lingus. En enero de 2002 los All Stars realizaron ante muchos espectadores un partido de exhibición.
En febrero de 2009, se realizó un Summer Camps, coordinado y supervisado directamente por la GAA (Gaelic Athletic Association). Para los meses de verano fueron previstos encuentros de este tipo casi todos los fines de semana, incluyendo la práctica del Gaelic Football.                
Con motivo del XXXVIII Encuentro Argentino-Irlandés que tuvo lugar en el monasterio de San Pablo de Capitán Sarmiento, los equipos del Hurling Club celebraron un partido exhibición, volvieron los All Stars para hacer un partido exhibición y hubo actividades y partidos para los infantiles y los juveniles del Hurling Club.